# 4. korpus (Pakistan)
4. korpus je operativni korpus Pakistanske kopenske vojske.

## Zgodovina
Korpus je bil ustanovljen kot drugi korpus Pakistanske kopenske vojske.
Sodeloval je v vojni leta 1965 in 1971.

## Organizacija
- Poveljstvo
- 10. pehotna divizija
- 11. pehotna divizija
- 3. samostojna oklepna brigada
- 212. pehotna brigada
- Samostojna artilerijska brigada